# Mirela Stoian
Mirela Stoian (n. 3 septembrie 1968, București) este o actriță română. A fost membră în grupul umoristic Vacanța Mare, în rolul lui Lila (fiica lui Leana și a lui Costel, dar și sora lui Axinte). A absolvit  Universitatea Națională de Artă Teatrală și Cinematografică „I. L. Caragiale” din București în 1991, la clasa prof. Sanda Manu.

## Filmografie
- Întâmplări cu Alexandra (1989)
- Undeva, în Est (1991)
- Garcea și oltenii (2002)
- Trei frați de belea (2006)